# Daniël Mensch
Daniël Theodor Mensch (* 4. Oktober 1978 in Sliedrecht) ist ein ehemaliger niederländischer Ruderer, der 2004 eine olympische Silbermedaille im Achter gewann.

## Sportliche Karriere
Daniël Mensch begann 1997 mit dem Rudersport, er ruderte für studentische Rudervereinigung Saurus in Maastricht. Der Zweimetermann debütierte 2001 im Ruder-Weltcup mit einem siebten Platz im Achter. Bei den Weltmeisterschaften 2001 ruderten die Niederländer auf den zehnten Platz. Zwei Jahre später bei den Weltmeisterschaften 2003 erreichte er mit dem Achter den 13. Rang. 2004 belegte der Achter im Weltcup einen vierten Platz in Posen und einen dritten Platz in München. Bei den Olympischen Spielen in Athen erreichten Diederik Simon, Gijs Vermeulen, Jan-Willem Gabriëls, Daniël Mensch, Geert-Jan Derksen, Gerritjan Eggenkamp, Matthijs Vellenga, Michiel Bartman und Steuermann Chun Wei Cheung mit 1,27 Sekunden Rückstand den zweiten Platz hinter dem Achter aus den Vereinigten Staaten.
2006 belegte er mit dem Achter den 14. Platz bei den Weltmeisterschaften in Eton und 2007 den 10. Platz bei den Weltmeisterschaften in München.